# Česnokovka
La Česnokovka (in russo Чесноковка?) è un fiume della Russia siberiana meridionale, affluente di destra dell'Ob'. Scorre nei rajon Zarinskij, Kosichinskij e Pervomajskij del Territorio dell'Altaj.

## Descrizione
Il fiume ha origine dall'altopiano della Bija e del Čumyš (Бийско-Чумышская возвышенность, Bijsko-Čumyškaja), scorre in direzione sud-ovest in un territorio piatto e parzialmente paludoso, attraversa la città di Novoaltajsk e sbocca in un canale laterale dell'Ob' chiamato Staraja Ob', tra Novoaltajsk e Barnaul. La Česnokovka ha una lunghezza di 72 km e il suo bacino è di 377 km².
A circa metà corso del fiume è stato creato il bacino artificiale Pravdinskoe (Правдинское водохранилище), utilizzato per attività di pesca sportiva e gare di vela. Si trova 30 km a nord-ovest del centro di Barnaul vicino al villaggio di Pravda, da cui ha preso il nome.